# Lista över världsarv i Sydamerika
Detta är en lista över världsarven i Sydamerika. Idag (3 augusti 2010) finns det 64 världsarv, därav 42 kulturarv, 20 naturarv och 2 kultur- och naturarv, motsvarande 7,0 % av samtliga världsarv.
| K | Kulturarv            |
| N | Naturarv             |
| X | Kultur- och naturarv |

## Argentina[1]
| År   | Typ | Namn                                                    |
| ---- | --- | ------------------------------------------------------- |
| 1981 | N   | Los Glaciares nationalpark                              |
| 1983 | K   | De jesuitiska missionsstationerna hos guaraniindianerna |
| 1984 | N   | Iguazú nationalpark                                     |
| 1999 | K   | Cueva de las Manos                                      |
| 1999 | N   | Valdeshalvön                                            |
| 2000 | K   | Jesuitbosättningarna i Cordoba                          |
| 2000 | N   | Ischigualasto provinspark och Talampaya nationalpark    |
| 2003 | K   | Quebrada de Humahuaca                                   |

## Bolivia[2]
| År   | Typ | Namn                                                               |
| ---- | --- | ------------------------------------------------------------------ |
| 1987 | K   | Gruvstaden Potosí                                                  |
| 1990 | K   | De jesuitiska missionsstationerna hos indianerna i Chiquitos       |
| 1991 | K   | Gamla staden i Sucre                                               |
| 1998 | K   | Fuerte de Samaipata                                                |
| 2000 | N   | Noel Kempff Mercado nationalpark                                   |
| 2000 | K   | Tiwanaku: Det andliga och politiska centrumet för Tiwanakukulturen |

## Brasilien[3]
| År   | Typ | Namn                                                                                |
| ---- | --- | ----------------------------------------------------------------------------------- |
| 1980 | K   | Ouro Preto                                                                          |
| 1982 | K   | Gamla staden i Olinda                                                               |
| 1983 | K   | De jesuitiska missionsstationerna hos guaraniindianerna                             |
| 1985 | K   | Salvador                                                                            |
| 1985 | K   | Bom Jesuskyrkan i Congonhas                                                         |
| 1986 | N   | Iguaçu nationalpark                                                                 |
| 1987 | K   | Brasilia                                                                            |
| 1991 | K   | Serra da Capivara nationalpark                                                      |
| 1997 | K   | Gamla staden i São Luís                                                             |
| 1999 | K   | Gruvstaden Diamantinas historiska centrum                                           |
| 1999 | N   | Discoverykustens Atlantskogsreservat                                                |
| 1999 | N   | Sydöstra Atlantskogsreservatet                                                      |
| 2000 | N   | Naturskyddsområdet Pantanal                                                         |
| 2000 | N   | Centralamazonas naturskyddskomplex (utvidgat 2003)                                  |
| 2001 | N   | Cerrados skyddade områden: Chapada dos Veadeiros nationalpark och Emas nationalpark |
| 2001 | N   | Brasilianska atlantöar: Fernando de Noronha och Atol das Rocas                      |
| 2001 | K   | Gamla staden i Goiás                                                                |
| 2010 | K   | São Franciscos torg i stade São Cristóvão (2010)                                    |

## Chile[4]
| År   | Typ | Namn                                            |
| ---- | --- | ----------------------------------------------- |
| 1995 | K   | Påskön (Rapa Nui)                               |
| 2000 | K   | Chiloés kyrkor                                  |
| 2003 | K   | De historiska kvarteren och hamnen i Valparaiso |
| 2005 | K   | Humberstone saltverk och Santa Laura saltverk   |
| 2006 | K   | Gruvstadeen Sewell                              |

## Colombia[5]
| År   | Typ | Namn                                            |
| ---- | --- | ----------------------------------------------- |
| 1984 | K   | Hamnen, fästningarna och monumenten i Cartagena |
| 1994 | N   | Los Katios nationalpark                         |
| 1995 | K   | Santa Cruz de Mompox historiska centrum         |
| 1995 | K   | Nationella arkeologiska parken i Tierradentro   |
| 1995 | K   | San Agustín arkeologiska park                   |
| 2006 | N   | Malpelos flora- och faunareservat               |
| 2011 | K   | Colombias kaffelandskap                         |
| 2018 | N   | Chiribiquete nationalpark                       |

## Ecuador[6]
| År   | Typ | Namn                                                       |
| ---- | --- | ---------------------------------------------------------- |
| 1978 | K   | Staden Quito                                               |
| 1978 | N   | Galapagosöarna (utvidgat 2001)                             |
| 1983 | N   | Sangay nationalpark                                        |
| 1999 | K   | Staden Santa Ana de los Ríos de Cuencas historiska centrum |

## Paraguay[7]
| År   | Typ | Namn                                                                    |
| ---- | --- | ----------------------------------------------------------------------- |
| 1993 | K   | Jesuitmissioner La Santisima Trinidad de Parana och Jesus de Tavarangue |

## Peru[8]
| År   | Typ | Namn                                                                          |
| ---- | --- | ----------------------------------------------------------------------------- |
| 1983 | K   | Staden Cusco                                                                  |
| 1983 | X   | Inkastaden Machu Picchus historiska lämningar                                 |
| 1985 | K   | Chavin de Huantar (Arkeologiska lämningar av tempelområdet Chavin de Huantar) |
| 1985 | N   | Nationalparken Huascaran                                                      |
| 1986 | K   | Chan Chan (Arkeologiska lämningar av staden Chan Chan)                        |
| 1987 | N   | Nationalparken Manu                                                           |
| 1988 | K   | Limas historiska centrum (utvidgat 1991)                                      |
| 1990 | X   | Nationalparken Rio Abiseo (utvidgat 1992)                                     |
| 1994 | K   | Nascalinjerna                                                                 |
| 2000 | K   | Arequipas historiska centrum                                                  |
| 2009 | K   | Den sakrala staden Caral-Supe                                                 |

## Surinam[9]
| År   | Typ | Namn                              |
| ---- | --- | --------------------------------- |
| 2000 | N   | Centrala Surinams naturreservat   |
| 2002 | K   | Paramaribos historiska stadskärna |

## Uruguay[10]
| År   | Typ | Namn                                                    |
| ---- | --- | ------------------------------------------------------- |
| 1995 | K   | De historiska kvarteren i staden Colonia del Sacramento |

## Venezuela[11]
| År   | Typ | Namn                         |
| ---- | --- | ---------------------------- |
| 1993 | K   | Coro med hamnen              |
| 1994 | N   | Canaima nationalpark         |
| 2000 | K   | Universitetsstaden i Caracas |